# Lancia Tetrajota
Lancia Tetrajota es un camión de carga fabricado por la marca italiana Lancia Veicoli Industriali como transporte de materiales y personas según la configuración. Fue lanzado al mercado en 1921 y se comercializó hasta 1928.

## Características principales
Construido exclusivamente como base (chasis y conjunto trasmisión motor) para camiones y autobuses, el Tetrajota podía, sin embargo, venir carrozado por Lancia de manera opcional. El modelo montaba el motor de 4 cilindros en línea de 4.9 litros  de cilindrada ya visto en el 1Z, capaz de desarrollar unos 70 hp y alcanzar una velocidad máxima de 70 km/h. El Tetrajota continuaría su producción hasta 1928, especialmente destinada al ensamblaje de autobuses en su fase final, fabricándose 417 ejemplares en total.